# アブー・ダーウード・シジスターニー

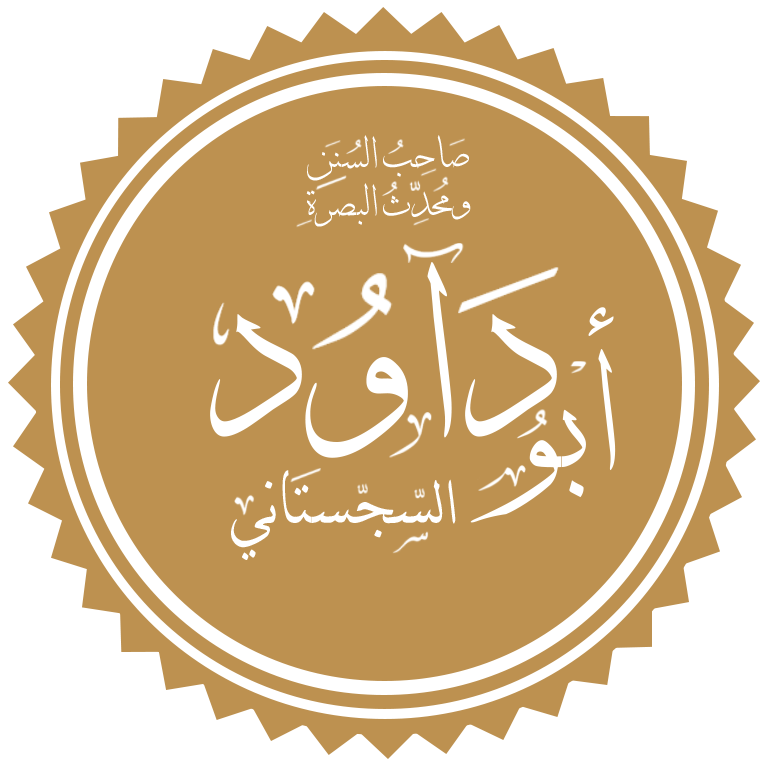
アブー・ダーウードの名前による書道作品

アブー・ダーウード・シジスターニー（Abū Dāwūd al-Sijistānī, 817年 - 889年）は、9世紀のハディース学者。預言者ムハンマドの言行録集『スナン・アビー・ダーウード』（Sunan ‘Abī Dāwūd）を編纂した。同言行録集は、イスラーム教スンナ派のムスリムが「両真正集」（al-Ṣaḥiḥayn）と呼んで重視するブハーリーとムスリムの「サヒーフ」に次ぐ権威として認識されており、スンナ派の「六大伝承集」の一つに数えられる。

## 生涯
アブー・ダーウードの名前は、より詳しくは、アブー・ダーウード・スライマーン・ブヌル・アシュアス・アズディー・シジスターニー（Abū Dawud Sulaymān b. al-Ash‘ath al-Azdī al-Sijistānī, أبو داود سليمان بن الأشعث الأزدي السجستاني）という。
アブー・ダーウードは、ヒジュラ暦202年（西暦817年又は818年）にスィジスターン（スィースターン）の富裕な家に生まれた。西暦835年にアッバース朝のみやこバグダードへ行き、その後の15年間（西暦850年ごろまで）、イラク、エジプト、ヒジャーズ、シリアを旅してまわったようである。旅の目的は預言者ムハンマドの伝承（ハディース）を収集することにあった。アブー・ダーウードは50万話以上の伝承を収集し、その中から4,800話を選んで自著『スナン・アビー・ダーウード』に収録した。
アブー・ダーウードは、西暦889年にバスラで没した。

## 思想
アブー・ダーウードが奉じた法学派は、ハンバリー法学派とされるが、シャーフィイー法学派であったとする説もある。アブー・ダーウードの関心の中心は法（フィクフ）にあり、そのため、彼の収集したハディースの大部分は法的なものに集中している。
アブー・ダーウードは、知的で洞察力にすぐれた者ならば、自著に収録したハディースのうち、特定の4つの伝承のみで充分であると言ったとされる。その4つとは、次のものである。
- 行為とは意志にもとづくものである。
- 関わりのない問題を放っておくことは、良きムスリムたることの一部である。
- 自分自身を愛するように兄弟を愛すまでは、誰一人信者ということはできない。
- 許されたこと（ハラール）は明らかであり、禁じられたこと（ハラーム）もまた明瞭であるが、その中間にはさまざまな疑わしい事柄がある。疑わしい事柄を避ける者は、自分の信仰を保つ。

## 著作

『スナン・アブー・ダーウード』の刊本の一つ

アブー・ダーウードは21冊あまりの著作を残した。主要な著作としては以下のものがある。
- Sunan Abu Dāwūd, 4,800話以上のハディースを収録し、アブー・ダーウードの主著である。21世紀現在では通常、ムヒッディーン・アブドゥルハミードにより各ハディースに通し番号が振られた校訂版（Muhammad Muhyi al-Din `Abd al-Hamid, Cairo: Matba`at Mustafa Muhammad, 1354/1935）が用いられる。同校訂版によると本書は互いに異なるものと考えられる 5,274話のハディースを有する。著者アブー・ダーウードは、特に脆弱（ダイーフ, ḍaʿīf）である旨の付記がないハディースはすべて、真正（サヒーフ, sahih）であると記している。しかし、イブン・ハジャル・アスカラーニー（Ibn Hajar al-Asqalani）など、ウラマーの中には、付記がないハディースに相当数のダイーフがまぎれていると信じる者もいる。
- Kitab al-Marāsīl; 「ムルサル」（mursal）と呼ばれるタイプのハディース[注釈 1]、600話を収録した著作。アブー・ダーウードは各ハディースの背景を徹底的に調べ、真正であるとしか考えられないもののみを選んだ。
- Risālat Abu Dāwūd ilā Ahli Makkah; 『スナン・アビー・ダーウード』についての解説を含む、マッカの人々への手紙[6]。